# Monti del Gufo
I Monti del Gufo (in polacco: Góry Sowie; in lingua ceca: Soví hory; in tedesco: Eulengebirge) sono una catena montuosa della Polonia che fa parte dei Sudeti Centrali, a loro volta inclusi nella più vasta catena montuosa dei Sudeti. Comprendono l'Area paesaggistica dei Monti del Gufo.

## Caratteristiche geografiche
I Monti del Gufo coprono un'area di 200 km2 e si estendono per circa 26 km tra le regioni storiche della Bassa Slesia e della Terra di Kłodzko. Oltre alla catena centrale comprendono le suddivisioni di Garb Dzikowca e Wzgórza Wyrębińskie.
La catena montuosa è delimitata a nordovest dalla valle del fiume Bystrzyca, che forma il confine naturale con gli adiacenti Monti Wałbrzyskie (Góry Wałbrzyskie). A sudest il confine è delimitato dal passo di Srebrna Góra, che li separa dai Monti Bardzkie (Góry Bardzkie). A nord, il confine si trova sulla Kotlina Distrabiekenstein, mentre a sud è su Obniżenie Noworudzkie e le colline Włodzickie. A sudovest, la vasta Valle di Kłodzko si estende fino ai Monti Tavola (Góry Stołowe), ai Monti di Pietra (Góry Kamienne) e al confine con la Repubblica Ceca.
Visti dalla pianura della Bassa Slesia a nordest, i Monti del Gufo mostrano un aspetto relativamente più scosceso rispetto ai Sudeti Centrali, anche se la catena montuosa è piuttosto diversificata in termini di altezza. Le due cime più elevate sono Wielka Sowa (Grande Gufo), alta 1.014 metri, e il monte Kalenica, alto 964 metri. Sulla sommità di entrambi è installata una torre di osservazione. Gli altri monti hanno altezze comprese tra 600 e 900 metri.
Le rocce sono prevalentemente a base di gneiss, risalgono al Precambriano e costituiscono la parte più antica dei Sudeti; sono tra le più antiche rocce d'Europa. Altre tipologie di rocce includono la migmatite, mentre sono presenti con quantitativi minori anfibolite, serpentinite, granulite e pegmatite.
I pendii dei Monti del Gufo sono interamente ricoperti di boschi di abeti, eccetto qualche radura sommitale o nei valichi montani. Sono presenti anche pochi e sparsi esemplari di faggio e tasso.

## Projekt Riese

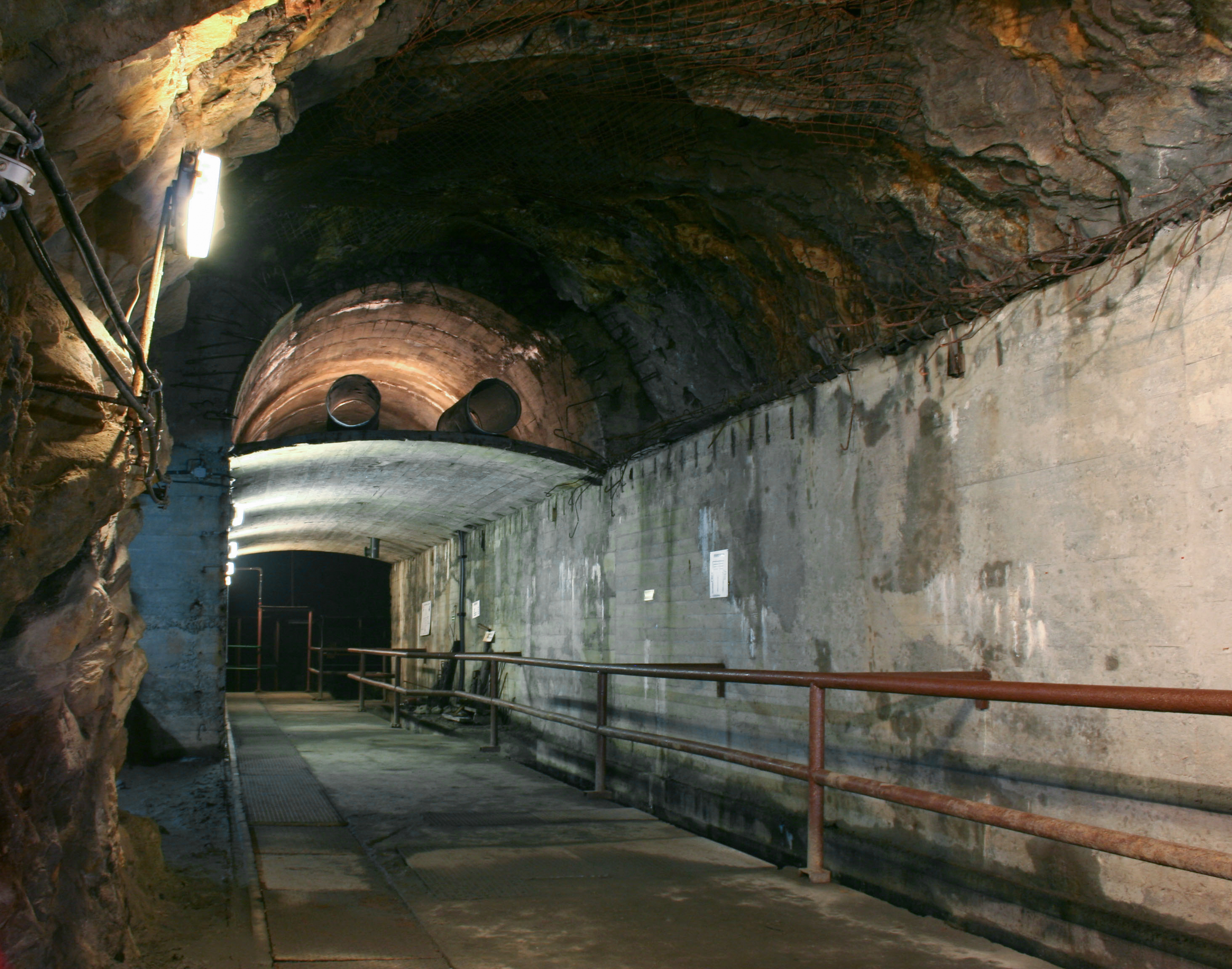
Il complesso Rzeczka, una delle gallerie del Projekt Riese.

Nel corso della 2ª Guerra Mondiale, tra il 1943 e 1945, la Germania nazista diede l'avvio a un grande progetto segreto, il cui nome in codice era Projekt Riese (in tedesco: Progetto gigante), per la costruzione di una serie di sette strutture sotterranee scavate all'interno dei Monti del Gufo e che si dovevano estendere fino al castello di Książ in Bassa Slesia, allora territorio tedesco, ora invece in territorio polacco. 
Nessuno dei tunnel previsti è stato completato e solo una piccola parte è stata rinforzata con il cemento. Lo scopo del progetto non è noto con certezza a causa della mancanza di documentazione. Secondo alcune fonti le gallerie dovevano fungere da quartier generale del Führer; secondo altre dovevano servire sia da quartier generale che da bunker per l'industria bellica. Da notare che solo il castello risulta essere stato modificato per accogliere una residenza ufficiale o un quartier generale, mentre le gallerie sembrano pianificate per una rete di fabbriche sotterranee.